# Hyperion (Hölderlin)
Pour les articles homonymes, voir Hyperion.
Hyperion oder Der Eremit in Griechenland (Hypérion ou l'Ermite de Grèce) est un roman épistolaire de Friedrich Hölderlin, dont la première partie est parue en 1797, la seconde partie en 1799.

## Histoire du romanHyperionde Hölderlin

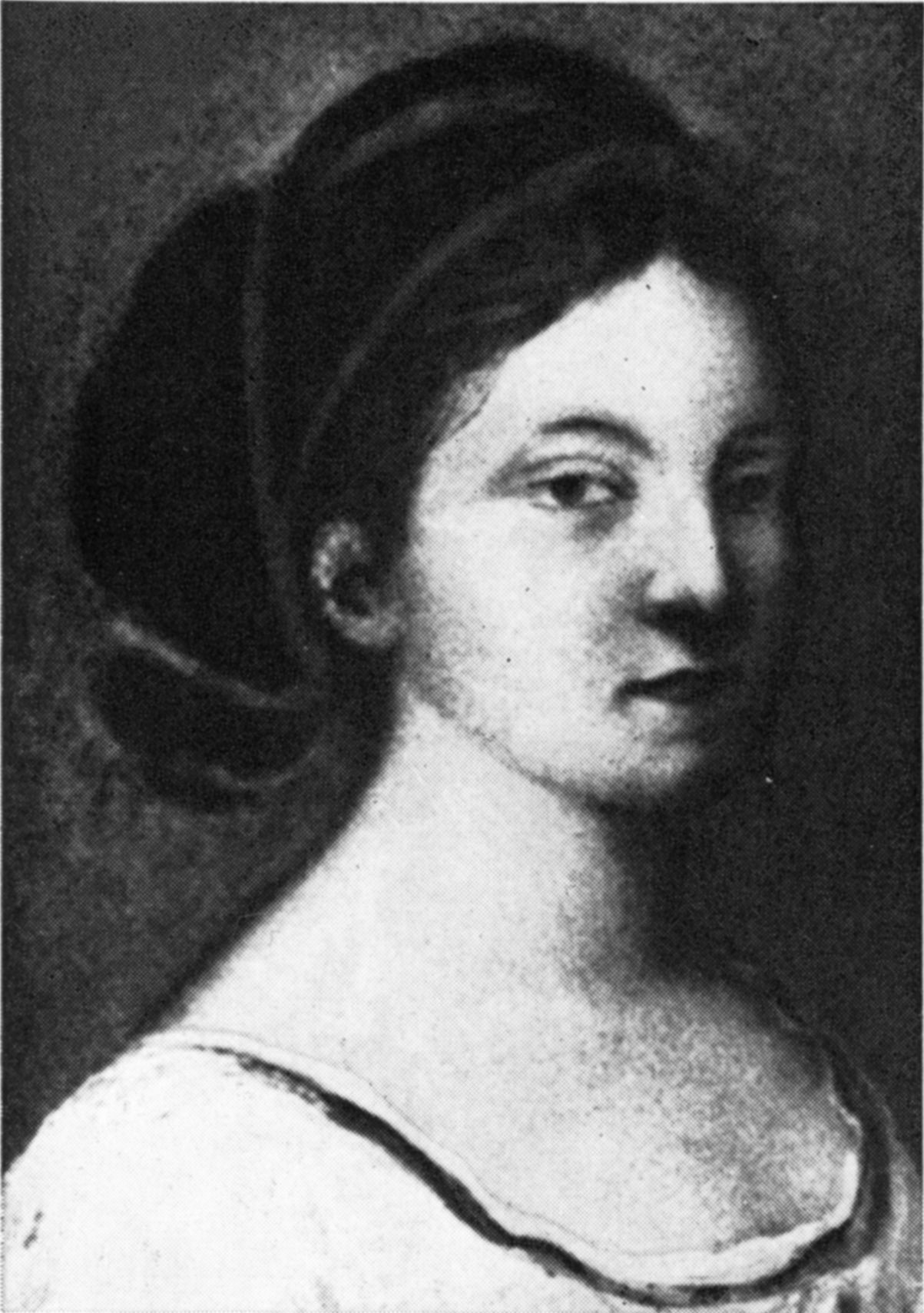
Susette Gontard, la « Diotima » de Hölderlin.

Le roman complet de Friedrich Hölderlin Hyperion oder Der Eremit in Griechenland (Hypérion ou l'Ermite en Grèce) paraît en 1797 (premier volume) et 1799 (second volume) chez Cotta (de).
Les lettres qui le composent sont adressées par le personnage principal, Hypérion, à son ami Bellarmin, ainsi que, dans le second volume, pour quelques-unes d'entre elles, à la femme qu'il aime, Diotima, personnage inspiré de l'amour de Hölderlin pour Susette Gontard durant son préceptorat à Francfort auprès des enfants de celle-ci et du banquier Jakob Gontard.

### Fragment Thalia
Selon Jean-Pierre Lefebvre, Hölderlin travaille déjà à son roman lorsqu'à la fin de 1793, il est précepteur à Waltershausen chez Charlotte von Kalb, amie de Friedrich Schiller qui lui a trouvé ce premier poste, est aussi son « mentor proche », souabe comme lui . À Waltershausen, Hölderlin lit Kant et Rousseau et en novembre 1794, il part avec son élève Fritz von Kalb à Iéna, où il suit les cours de Fichte, rencontre Goethe qu'il ne reconnaît pas et certains poètes parmi les premiers romantiques. Une première ébauche du roman de Hölderlin paraît dans la revue Thalia de Schiller en novembre 1794. En se fondant sur les recherches d'Adolf Beck, Philippe Jaccottet considère que le personnage de Mélite, « anticipation rêvée de Diotima et de Suzette Gontard », aurait été inspiré par une inconnue à laquelle Hölderlin fait allusion dans sa correspondance d'alors.

### Le roman complet
Le roman épistolaire, classé comme roman philosophique, est « censé se dérouler en 1770, quelque part entre l'Allemagne, la Grèce et l'Asie Mineure ». « Hypérion » signifie « celui qui va au-dessus » : le héros est un jeune Grec qui a séjourné un certain temps en Allemagne et revient chez lui en Grèce ; il écrit à son ami, un Allemand « curieusement nommé Bellarmin ».

#### Intrigue
Aux yeux de Pierre Bertaux, qui le voit plutôt comme un roman lyrique, Hypérion peut être considéré comme un Bildungsroman (« roman d'apprentissage », « roman de formation », « roman d'éducation »), à la différence près qu'ici, « l'éducation semble aboutir à un échec ».
« Enfant de la nature », le jeune Grec moderne Hypérion rencontre un sage vieillard nommé Adamas qui lui enseigne la splendeur disparue de la Grèce antique. Engagé à voyager pour parfaire son éducation, Hypérion se lie en Asie Mineure, à Smyrne, avec un jeune homme du nom d'Alabanda, affilié à une société secrète, laquelle est censée poursuivre des objectifs vertueux, mais dont les membres ont banni en eux toute générosité, tout sentiment chaleureux ; Hypérion se sépare d'Alabanda et poursuit son voyage. Sur l'île de Kalauria (aujourd'hui, Poros), il s'éprend d'une jeune fille, Diotima (du nom de la prêtresse de l'Amour dans Le Banquet de Platon), qui éveille en lui le désir de libérer son peuple : enthousiaste et fier de cette tâche, il quitte Diotima et rejoint Alabanda avec qui il s'est réconcilié, celui-ci ayant décidé de son côté de libérer la Grèce du joug ottoman. Hypérion va découvrir que ces « libérateurs », auxquels il s'est rallié, ne sont que des bandits et perd ses illusions ; il est grièvement blessé et sauvé par Alabanda. Quand, « revenu de tout », il écrit à Diotima afin qu'elle vienne le rejoindre pour qu'ils partent se cacher dans une vallée retirée des Alpes ou des Pyrénées, il reçoit une lettre de celle-ci qui se meurt, « consumée par son amour, par l'absence de son amant », et le billet joint d'un ami lui apprend sa mort. Désespéré, Hypérion quitte la Grèce, va en Allemagne, « dont le peuple est plongé dans la plus sinistre barbarie » et décide à la fin de vivre dans une île, où il se réconcilie avec la nature, en jetant sur son passé un regard apaisé.

## Hölderlin, l'Allemagne, la Révolution française
Lucien Calvié observe dans Hypérion une juxtaposition de trois moments de l'histoire : l'Athènes antique, la révolte grecque contre les Ottomans en 1770 et la Révolution française. Selon lui, Hölderlin fait reposer le roman sur une contradiction entre un « monisme contemplatif et spinoziste » que représente le personnage de Diotima et un « dualisme actif et fichtéen » représenté par Alabanda. La contradiction se trouve dépassée dans la référence à l' én diaféron éauto d'Héraclite cité par Platon. Mais pour Hölderlin, il s'agit aussi de la « nation allemande [...] et de son aptitude problématique au bonheur et à la liberté ».
Hypérion pourrait ainsi apparaître comme un  « roman historique et politique “à clé” » où la situation grecque de 1770 permettrait de comprendre comme dans une sorte de langage codé la situation de l'Allemagne dans la dernière décennie du XVIIIe siècle. Lucien Calvié rapporte l'interprétation de Maurice Delorme en 1959 : 

« ... on peut voir un symbole dans le fait que ce soit aux compatriotes d’Hypérion (où nous avons plus d’une fois reconnu les Allemands de la fin du XVIIIe siècle) que Hölderlin adresse les critiques visant les révolutionnaires français […]. Hölderlin en avait à la passivité des Allemands qui, n’ayant pas su utiliser la présence des armées révolutionnaires pour faire leur révolution eux-mêmes, ont justifié partiellement l’attitude hostile des soudards français […] »

— Maurice Delorme, Hölderlin et la révolution française
Dans l'interprétation de Delorme, commente Lucien Calvié, « les Grecs de 1770 “représentent” les Allemands des années 1790, les troupes russes “représentent” les troupes françaises en Allemagne et les Turcs ou Ottomans, enfin, “représentent” l’Ancien régime allemand et européen, injuste et oppressif ».

## Première parution et traductions françaises
- (de) Hyperion oder Der Eremit in Griechenland, Cotta (de), Tübingen, 1797-1799.
- (fr) Hypérion ou l'Ermite de Grèce, précédé de « Fragment Thalia », traduction de Philippe Jaccottet,
  - Mercure de France, Paris, 1965.
  - dans Hölderlin, Œuvres, Éd. de P. Jaccottet, Notes par P. Jaccottet, Gallimard, Bibliothèque de la Pléiade, 1967, p. 111-273.
  - Gallimard, coll. « Poésie », Paris, 1973,  (ISBN 9782070320325), Notice de Philippe Jaccottet en quatrième de couverture, site Gallimard consulté le 23 novembre 2019 : [lire en ligne].
- (fr) Hypérion ou l'Ermite de Grèce, traduction, présentation, notes, annexes, chronologie et bibliographie par Jean-Pierre Lefebvre, Paris, GF Flammarion, 2005,  (ISBN 2-08-071166-0).

## Adaptations

### Musique
- 1871 : Johannes Brahms, Hyperions Schicksalslied (de) (Le Chant du destin d'Hypérion).
- 1912 : Richard Wetz, Hyperion (d'après Hölderlin), œuvre chorale.
- 1964 : Bruno Maderna, Hyperion, lirica in forma di spettacolo.
- 1966 : Bruno Maderna, Hyperion III, pour soprano, flûte et orchestre.
- 2006 : Georg Friedrich Haas, Hyperion, Konzert für Lichtstimme und Orchester (Composition musicale).

### Théâtre
- 1991 : Klaus Michael Gruber, Hypérion, présenté au Festival d'automne à Paris, avec Bruno Ganz.
- 2014 : Hypérion, mis en scène par Marie-José Malis au Théâtre Benoît-XII, Festival d'Avignon 2014 - Aubervilliers